# لياندرو سوموزا
لياندرو سوموزا (بالإسبانية: Leandro Somoza)‏ (26 يناير 1981 بوينس آيرس الأرجنتين - ) هو لاعب كرة قدم أرجنتيني، يلعب كلاعب وسط.

## مسيرته الكروية
لعب لياندرو سوموزا خلال مسيرته الاحترافية مع 6 أندية في عشرون موسمًا وسجل خلالها 11 هدفًا ضمن 385 مباراة. حيث فاز في موسم واحد بالكأس وفي أربعة مواسم بالدوري.
خاض لياندرو سوموزا مسيرته مع نادي فيليز سارسفيلد في موسم 2000–01 في المرة الأولى واستمر معه طيلة ثلاثة مواسم ثم في موسم 2008–09 ليلعب معه ستة مواسم ثم في موسم 2015 واستمر معه طيلة ثلاثة مواسم، مشاركًا طوالها في 215 مباراة سجل خلالها 10 أهداف. ثم انتقل إلى نادي فياريال في موسم 2006–07 لمدة موسم واحد، حيث شارك في 25 مباراة ولم يسجل أي هدف. لينتقل بعدها إلى نادي ريال بيتيس في موسم 2007–08 لمدة موسم واحد، مشاركًا في 15 مباراة ولم يسجل أي هدف أيضًا. ثم انتقل إلى نادي بوكا جونيورز في موسم 2010–11 واستمر معه طيلة ثلاثة مواسم، مشاركًا في 66 مباراة ولم يسجل أي هدف أيضًا. هذا وانتقل لاحقًا إلى نادي لانوس في موسم 2013–14 ولمدة موسمين، مشاركًا في 45 مباراة سجل خلالها هدفًا واحدًا. ثم انتقل بعدها إلى نادي أتليتيكو ألدوسيفي في موسم 2017–18 لمدة موسم واحد، مشاركًا في 19 مباراة ولم يسجل أي هدف.

## روابط خارجية
- لياندرو سوموزا على موقع قاعدة بيانات كرة القدم.إي يو (الإنجليزية)
- لياندرو سوموزا على موقع ناشيونال فوتبول تيمز (الإنجليزية)
- لياندرو سوموزا على موقع Soccerway.com (الإنجليزية)
- لياندرو سوموزا على موقع عالم كرة القدم.نت (الإنجليزية)